# Ectoedemia spiraeae
Ectoedemia spiraeae is een vlinder uit de familie dwergmineermotten (Nepticulidae). De wetenschappelijke naam is voor het eerst geldig gepubliceerd in 1983 door Gregor & Povolny.
De soort komt voor in Europa.